# CIA:ザ・エージェンシー
CIA:ザ・エージェンシー（シーアイエー:ザ・エージェンシー、原題「The Agency 」）は、アメリカ・CBSで2001年9月27日から2003年5月17日に掛けて放送されたテレビドラマ（海外ドラマ）シリーズ。実際にCIAが制作協力をし、エージェント達の活躍が描かれている。日本ではAXNで放送された。

## キャスト
- マット・キャラン - ギル・ベロウズ (Gil Bellows)（声：咲野俊介）
- ロバート・クイン - ダニエル・ベンザリ (Daniel Benzali)（声：石川ひろあき）
- トム・ゲージ - ボー・ブリッジス (Beau Bridges)（声：相沢正輝）
- カール・リース - ロッキー・キャロル (Rocky Carroll)（声：佐藤晴男）
- ジョシュア・ナンキン - デヴィッド・クレノン (David Clennon)（声：青山穣）
- アレックス・ピアス - ロニー・コックス (Ronny Cox)（声：水野龍司）
- A. B. スタイルズ - ジェイソン・オマラ (Jason O'Mara)（声：鈴木正和）
- ジャクソン・ヘイズリー - ウィル・パットン (Will Patton)（声：内田直哉）
- リサ・ファブリッツィ - グロリア・ルーベン (Gloria Reuben)（声：沢海陽子）
- レックス - リチャード・スパイト Jr. (Richard Speight, Jr.)（声：中國卓郎）
- テリ・ローウェル - ペイジ・ターコ (Paige Turco)（声：五十嵐麗）

## エピソードガイド

### シーズン1
|        | 邦題                 | 原題                          |
| ------ | -------------------- | ----------------------------- |
| 第1話  | 暗殺計画             | Viva Fidel!                   |
| 第2話  | 長官の勇断           | God's Work                    |
| 第3話  | 人質救出指令         | The Year of Lying dangerously |
| 第4話  | 隠された真実         | In Our Own Backyard           |
| 第5話  | 爆弾テロの標的       | Pilot                         |
| 第6話  | 炭疽菌の行方         | Anthrax                       |
| 第7話  | 果てなき闘い         | Closure                       |
| 第8話  | スパイ疑惑           | Nocturne                      |
| 第9話  | 通信傍受             | Rules of The Game             |
| 第10話 | 機密漏洩             | Deadline                      |
| 第11話 | 偽装工作             | Son Set                       |
| 第12話 | 内なる敵             | The Enemy Within              |
| 第13話 | 銃撃のターゲット     | The Golden Hour               |
| 第14話 | 核流出の危機         | The Gauntlet                  |
| 第15話 | 一触即発             | Sleeping Dogs Lie             |
| 第16話 | 戦慄の自爆テロリスト | The Plague Year               |
| 第17話 | 葬られた真相         | Moo                           |
| 第18話 | 真の英雄             | The Greater Good              |
| 第19話 | 極秘交渉             | The Understudy                |
| 第20話 | 危険な賭け           | The Peacemakers               |
| 第21話 | CIA 裏資金の闇       | Doublecrossover               |
| 第22話 | 復讐の結末           | Finale                        |

### シーズン2
|        | 邦題               | 原題                  |
| ------ | ------------------ | --------------------- |
| 第23話 | 新たな挑戦         | French Kiss           |
| 第24話 | 撃墜指令           | Air Lex               |
| 第25話 | 空爆の真相         | The Great Game        |
| 第26話 | 偽装ミッション     | C.S. Lie              |
| 第27話 | 亡命者の正体       | The Prisoner          |
| 第28話 | テロの連鎖         | Home Grown            |
| 第29話 | 真実の行方         | Heartless             |
| 第30話 | 大統領の苦悩       | First Born            |
| 第31話 | 孤独な感謝祭       | Thanksgiving          |
| 第32話 | 潜む敵             | Trust                 |
| 第33話 | 裏切りの旋律       | Elite Meat To Eat     |
| 第34話 | 決意の銃撃テロ     | An Isolated Incident  |
| 第35話 | 灰色の民主主義     | Debbie Does Djakarta  |
| 第36話 | 機密情報の行方     | Coventry              |
| 第37話 | 運命の再会         | Absolute Bastard      |
| 第38話 | 混迷の和平         | Unholy Alliances      |
| 第39話 | 漏洩した兵士リスト | Soft Kills            |
| 第40話 | 謀計の報酬         | Spy Finance           |
| 第41話 | 報復               | War, Inc              |
| 第42話 | 過去への償い       | Mi Cena Con Andrei    |
| 第43話 | 二重スパイ         | Our Man In Korea      |
| 第44話 | 12年目の真実       | Our Man In Washington |

## スタッフ
- 制作総指揮 : ウォルフガング・ペーターゼン、ショーン・キャシディ

### 日本語版制作スタッフ
- 演出 : 田島荘三

## エピソード
- 元々ドラマの放送開始は2001年9月20日の予定だったが、その9日前にアメリカ同時多発テロ事件が発生したため1週間延期となった。理由は第1話「暗殺計画」に登場する悪の黒幕がウサーマ・ビン・ラーディンであったためであり、それが特定できないよう編集した上で放送された。
- 第6話「炭疽菌の行方」も、実際にはもう少し早く放送される予定だったが、炭疽菌テロが実際に発生したため延期となった。
- 最終回である第44話「12年目の真実」では主人公たちが爆発に巻き込まれて生死不明という所で終了したが（クリフハンガー）、その後、ドラマの制作自体が打ち切りとなってしまったため、その続きは描かれていない。